# Eynsham

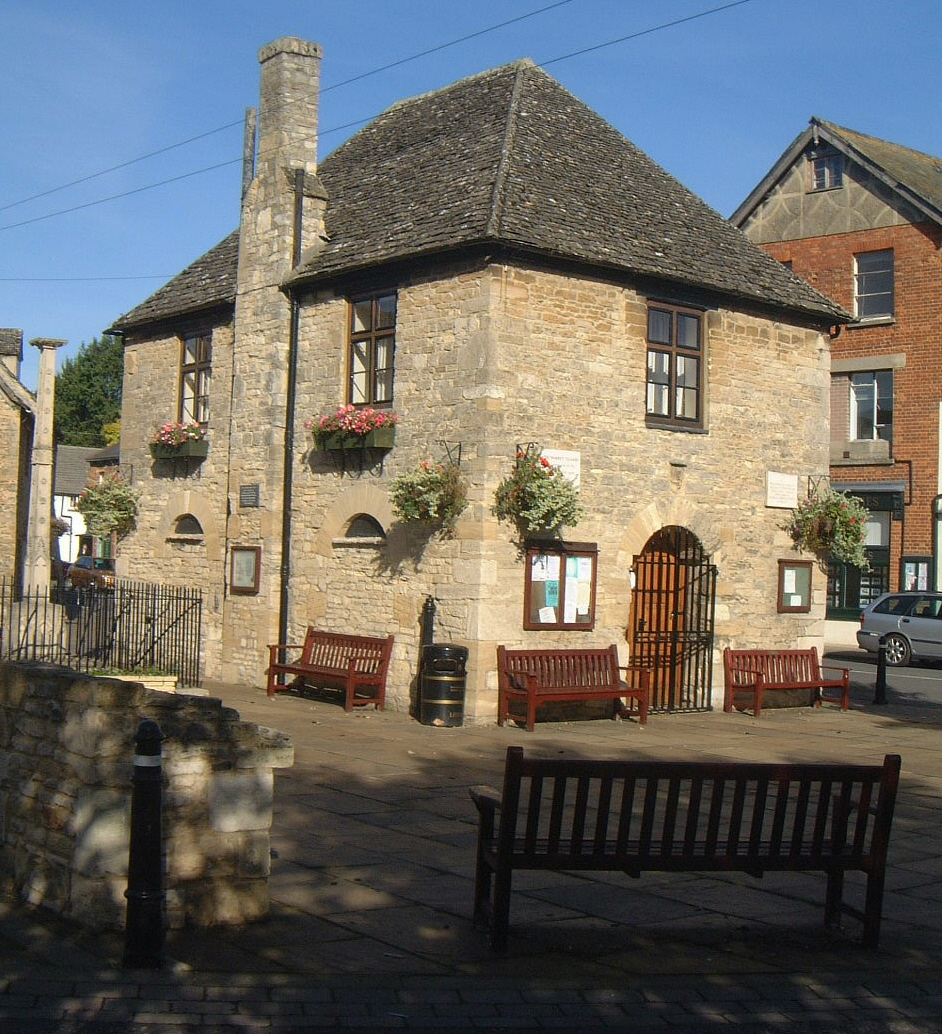
Eynsham Zentrum

Eynsham ist ein Dorf und civil parish in Oxfordshire, im Südosten von England. Es liegt ungefähr 8 km westlich von Oxford. Im Jahr 2001 hatte es 4.665 Einwohner.
Der Ort wird in der Angelsächsischen Chronik erwähnt, denn er soll 571 nach einer Schlacht zwischen den Angelsachsen und den Briten zusammen mit Limbury, Aylesbury und Benson von jenen erobert worden sein.
Das Eynsham Lock liegt südlich des Ortes in der Themse.
Eine Kuriosität ist ein 2024 fertiggestelltes Park and Ride Gelände für 850 PKW nebst Busbahnhof nordwestlich des Ortes, der jedoch noch keinen Straßenanschluss erhalten hatte.